# Kennet Lutti
Alf Kennet Lutti, född 1 februari 1944, är en svensk journalist, som sedan åtminstone början av 1990-talet arbetade som ledarskribent och krönikör samt sedan augusti 1994 som politisk chefredaktör på socialdemokratiska Arbetarbladet i Gävle. Han efterträddes av Jenny Wennberg. Lutti skriver nu krönikor i den veckovis utkommande tidningen Mitt Gävle.
Kennet Lutti är bosatt i Skutskär. År 1992 var han medlem i Alternativ till EG inför folkomröstningen om ett svenskt EG-medlemskap. Lutti har arbetat på Arbetarbladet under hela sin journalistkarriär. Han började som frilans i mitten på 1960-talet och har därefter bland annat arbetat som ledarskribent, arbetsmarknadsreporter, nattchef och redaktionssekreterare. Kennet Lutti studerade vid Journalisthögskolan i Stockholm.
Han har på senare år gjort sig känd som en mycket stark motståndare till Sverigedemokraterna, vilket han har uttryckt på följande sätt: "Aldrig ett ord till försvar för sverigedemokraterna i dessa spalter." Lutti har också försvarat Peter Swedenmark, försvarat jämställdhet och förkastat homofobi.